# Saint-Marcel-Paulel
Saint-Marcel-Paulel är en kommun i departementet Haute-Garonne i regionen Occitanien i södra Frankrike. Kommunen ligger i kantonen Verfeil som tillhör arrondissementet Toulouse. År 2022 hade Saint-Marcel-Paulel 481 invånare.

## Befolkningsutveckling
Antalet invånare i kommunen Saint-Marcel-Paulel
Referens:INSEE

## Monument

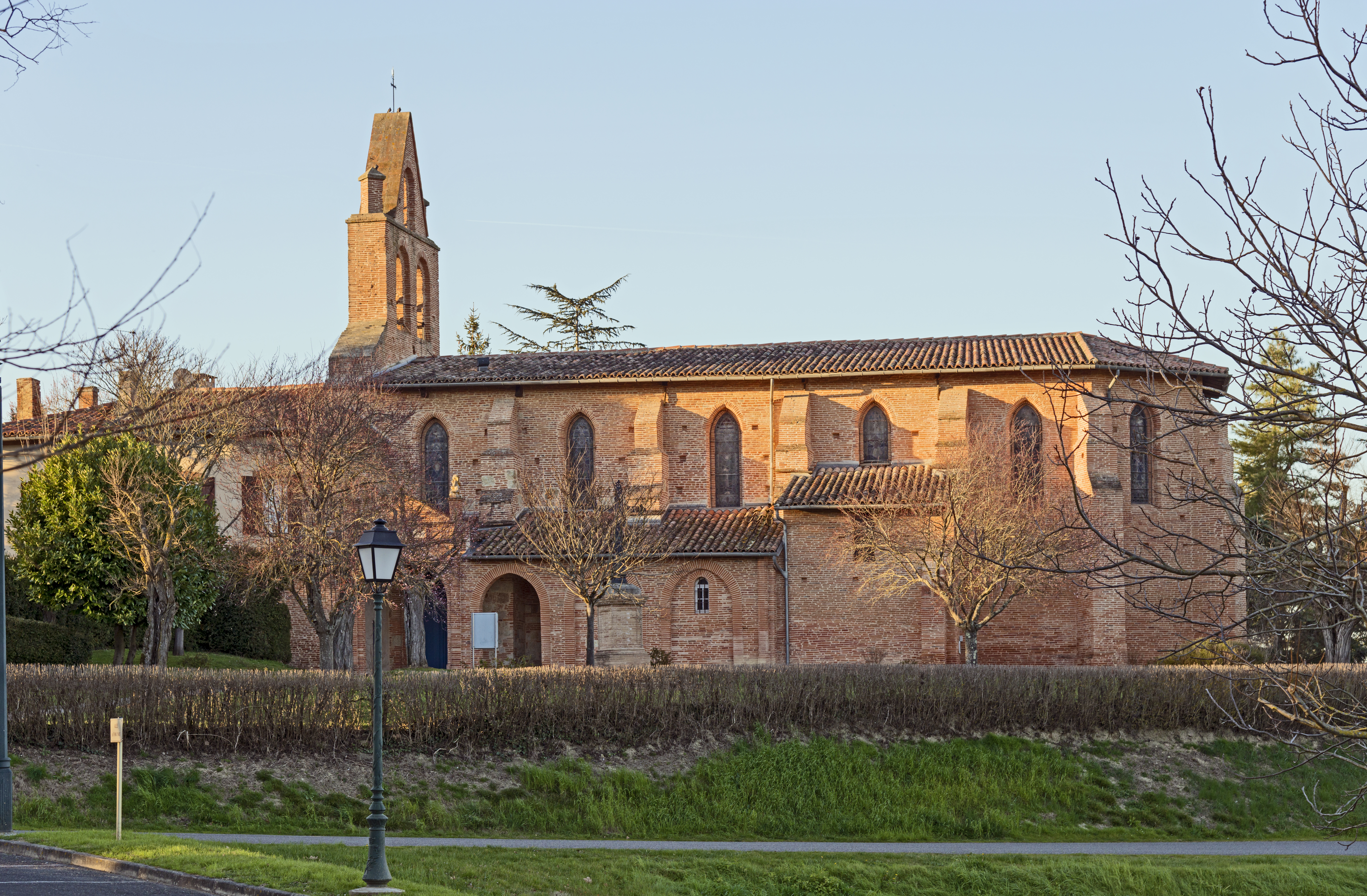
Kyrkan Saint-Pierre
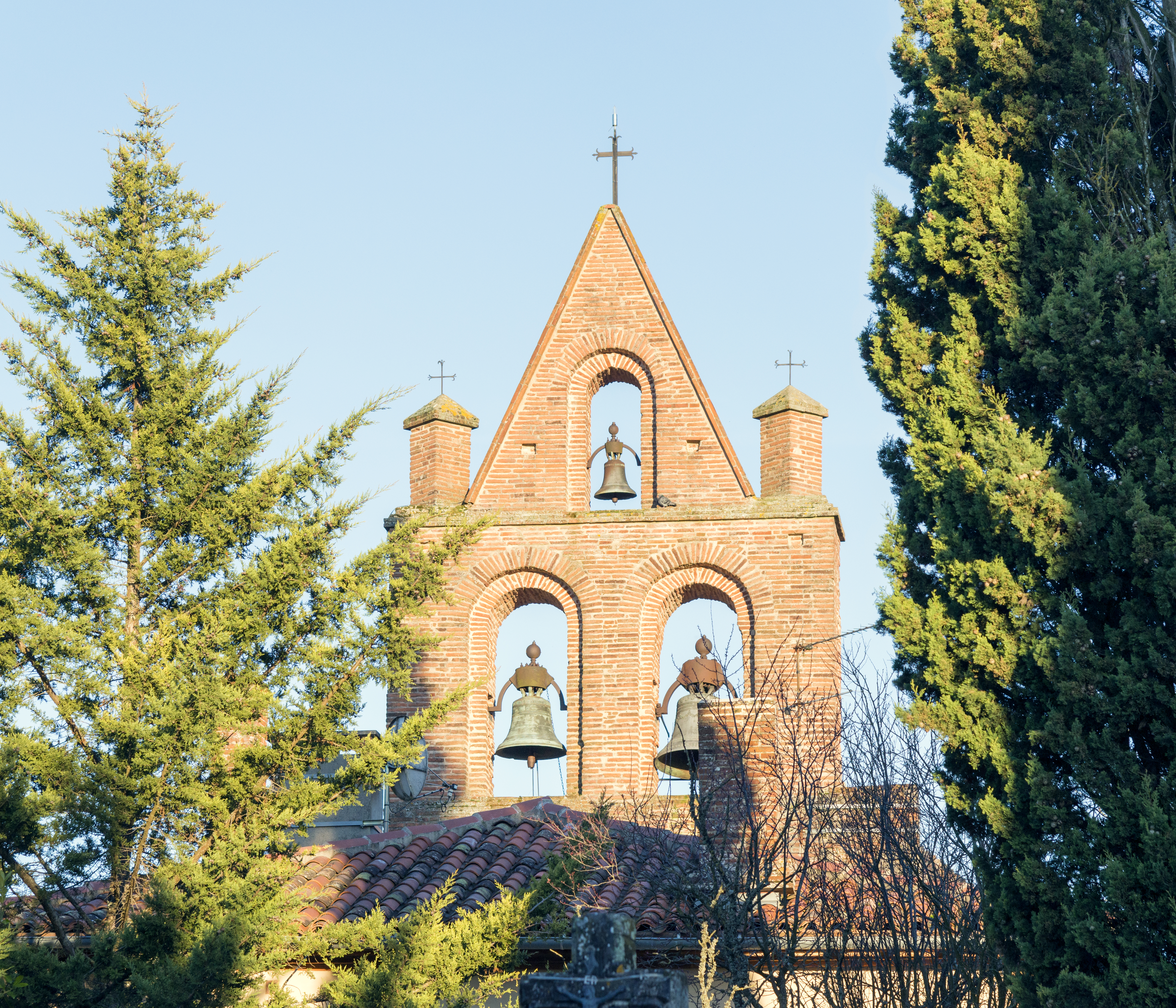
Kyrkan Saint-Pierre
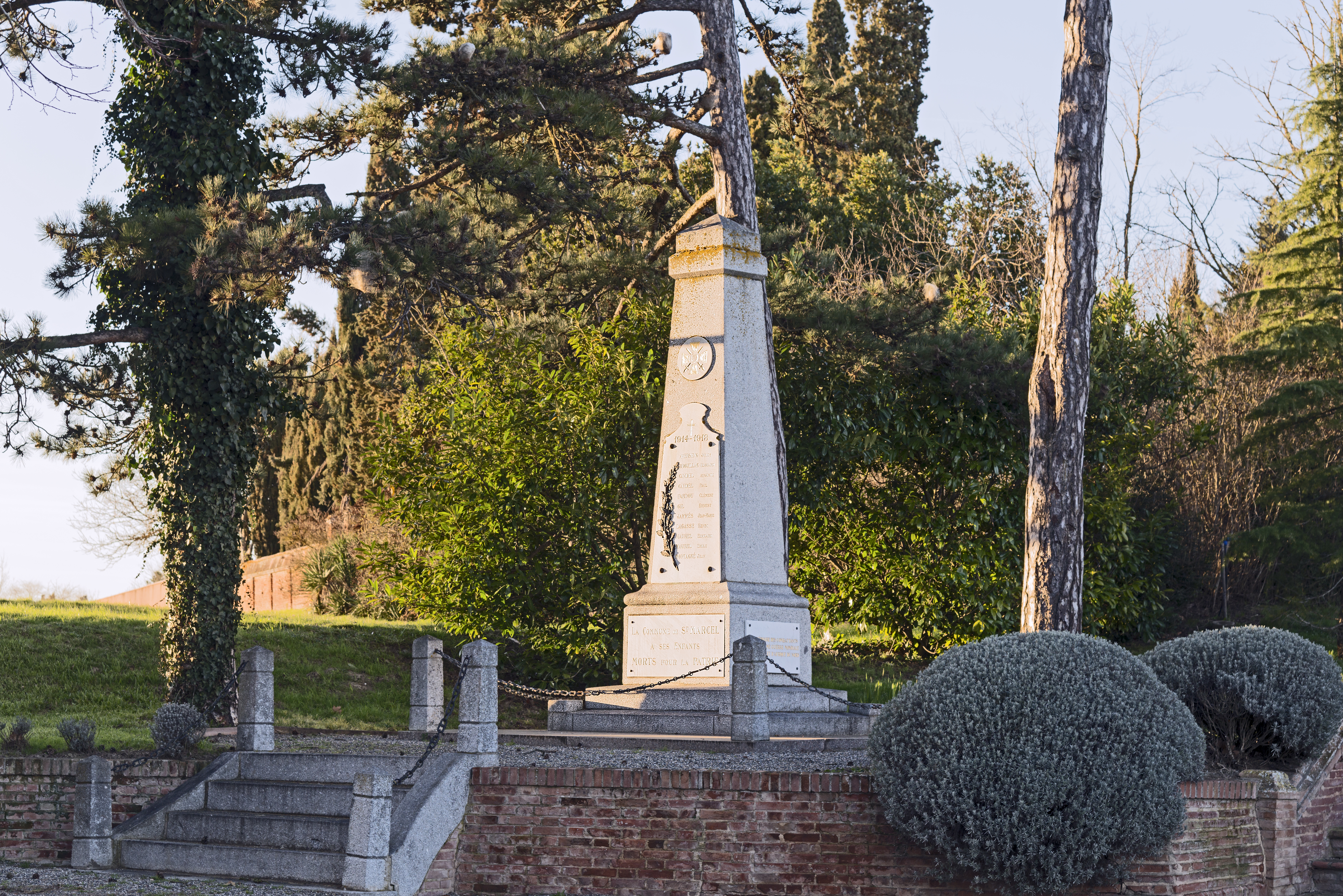